# Ayumu Nagatō
Ayumu Nagatō (japanisch 永藤 歩 Nagatō Ayumu; * 25. Dezember 1997 in der Präfektur Chiba) ist ein ehemaliger japanischer Fußballspieler.

## Karriere
Nagatō erlernte das Fußballspielen in der Schulmannschaft der Funabashi High School. Seinen ersten Vertrag unterschrieb er 2016 bei Montedio Yamagata. Der Verein spielte in der zweithöchsten Liga des Landes, der J2 League. Für den Verein absolvierte er 30 Ligaspiele. 2018 wurde er an den Drittligisten Thespakusatsu Gunma ausgeliehen. Für den Verein absolvierte er zwei Ligaspiele. 2019 kehrte er zu Montedio Yamagata zurück. Im August 2019 wurde er an den FC Maruyasu Okazaki ausgeliehen. Ende 2019 beendete er seine Karriere als Fußballspieler.